# Hugo König
Hugo König (født 12. maj 1856 i Dresden, død 27. juli 1899 sammesteds) var en tysk maler. 
König, der var elev i Münchens Akademi under Löfftz, Lindenschmit og Seitz, medlem af Münchens Secession og flittig deltager i dennes udstillinger, hørende til den fremskredne Dachauermalerkoloni, var en meget lovende kunstner, hvis dygtige og selvstændige landskabskunst er et barn af det nyere münchenske friluftsmaleri; han malede også genrebilleder. Betydelige arbejder er: På hjemvejen, Vanskelig passage, Kanal i Delft og Aften ved dammen (1898).